# Konsumentföreningen Svea
Konsumentföreningen Svea var en konsumentförening som bildades 1996 och är Sveriges geografiskt största konsumentförening. Föreningen hade cirka 618 000 medlemmar och ungefär 250 förtroendevalda. Sveas område omfattade 52 kommuner i åtta landskap från Sveg i norr till Linköping i söder. Konsumentföreningen Svea hade 125 Coopbutiker.

## Historik
En början till bildandet var att sex konsumentföreningar överlät sina butiker, varuhus och stormarknader till Konsumentföreningen Svea, ekonomisk förening. Överlåtandet skedde den 1 januari 1992. De överlåtande föreningarna var:
- Konsum Dalarna (huvudort Borlänge)
- Konsum Mälardalen (huvudort Västerås), nyligen bildad av Konsum Västmanland och Konsum Sörmland.
- Konsum Uppsala
- Konsum Örebro
- Leksands konsumentförening
- Folkare konsumentförening (huvudort Avesta)

Inledningsvis kvarstod de sex föreningarna, men de uppgick år 1996 i Konsumentföreningen Svea. Även Konsum Öst (huvudort Norrköping) överlät år 1995 sin affärsverksamhet till KF och senare uppgick denna förening i Ktf Svea.
Efter samgåendet drevs de kooperativa butikerna i området av KF:s centrala organisation och Konsumentföreningen Svea var en renodlad medlemsorganisation.
År 1996 uppgick Konsum Härjedalen i Ktf. Svea och dess tre butiker fördes över till KF.
I december 2014 beslutade föreningen av att den skulle upphöra och fusionera med Kooperativa förbundet. Dess medlemmar blev därmed direktanslutna till Kooperativa förbundet. Samtidigt överlät Coop Butiker & Stormarknader (CBS) en stor del av butikerna i Ktf. Sveas område till Konsum Gävleborg som bytte namn till Coop Mitt. De överlåtna butikerna fanns främst i Dalarna, norra Västmanland och norra Uppland.
År 2022 övertar Coop Mitt även de butiker som fanns kvar i Örebro län och Västmanland samtidigt som Konsumentföreningen Stockholm tog över återstoden av CBS, inklusive butiker i Ktf. Sveas tidigare område.